# Yolanda Oreamuno
Yolanda Oreamuno Unger (San José, Costa Rica, 8 de abril de 1916-Distrito Federal, México, 8 de julio de 1956) fue una escritora costarricense.

## Biografía de Yolanda Oreamuno
Hijo única del matrimonio de Carlos Oreamuno Pacheco y Margarita Unger Salazar. Tras el fallecimiento de su padre por un rayo, cuando ella aún no había cumplido el año de edad, Yolanda fue criada principalmente por su abuela materna, Eudoxia Salazar Salazar . Cursó la educación secundaria en el Colegio Superior de Señoritas, donde se graduó como Perito Contable; además, hizo estudios en Mecanografía y Secretariado.
Sus cuarenta años de vida parecen claramente divididos en dos periodos: hasta los 20, fue una joven hermosa y de talento, que gana popularidad en sociedad; los otros 20, fueron años marcados por la tragedia, la soledad y la enfermedad. Primera escritora que expone y se rebela contra la situación de la mujer en la sociedad de Costa Rica, en la primera mitad del siglo XX. 
Después de terminados sus estudios, trabajó en el edificio Correos y Telégrafos, donde estaba ubicada la antigua Secretaría de Hacienda. "Su juventud la pasa en medio de amistades, en paseos, deportes y su gusto por actividades culturales muy íntimas, pero de gran nivel. Su carácter y belleza la convierten en una de las jóvenes costarricenses más admiradas durante este periodo".
A los 20 años de edad, en 1936, publicó su primer cuento La lagartija de la panza blanca, y también Para Revenar, no para Max Jiménez.
En la embajada de Chile, donde trabajaba, conoció al diplomático Jorge Molina Wood, con quien se casó y se fue a vivir al país de este. En Chile escribe los relatos La mareas vuelven de noche y Don Junvencio, que quedarían en manos de Hernán Max y que no sería publicadas hasta 1971.
Pero a fines de 1936 regresa a Costa Rica: su marido, víctima de una enfermedad incurable, se había suicidado.
Al año siguiente contrajo matrimonio con Óscar Barahona Streber, abogado simpatizante del Partido Comunista Costarricense: entró en contacto con las ideas marxistas y participó en actividades antifranquistas y de defensa de la República española.
Literariamente, fue aquel 1 de sus años más prolíficos: sus obras aparecen en Repertorio Americano, revista que publica Joaquín García Monge, quien se convertirá en su maestro, editor y amigo. Entre los cuentos que vieron la luz entonces figura 40º sobre cero, 18 de setiembre, Misa de ocho, Vela urbana, El espíritu de mi tierra,  Insomnio y El negro, sentido de la alegría.
Su primera novela, Por tierra firme, la comenzó a escribir en 1938 y en 1940 la envió a un concurso en el que compartió el primer premio con otros dos escritores. Descontenta con esta decisión, se negó a enviar el manuscrito para su publicación en Nueva York y finalmente el texto de la obra se perdió.
El 21 de septiembre de 1942 nace su único hijo, Sergio Barahona Oreamuno, y ese mismo año comienzan a deteriorarse la relación con su marido, que terminaría el divorcio. 

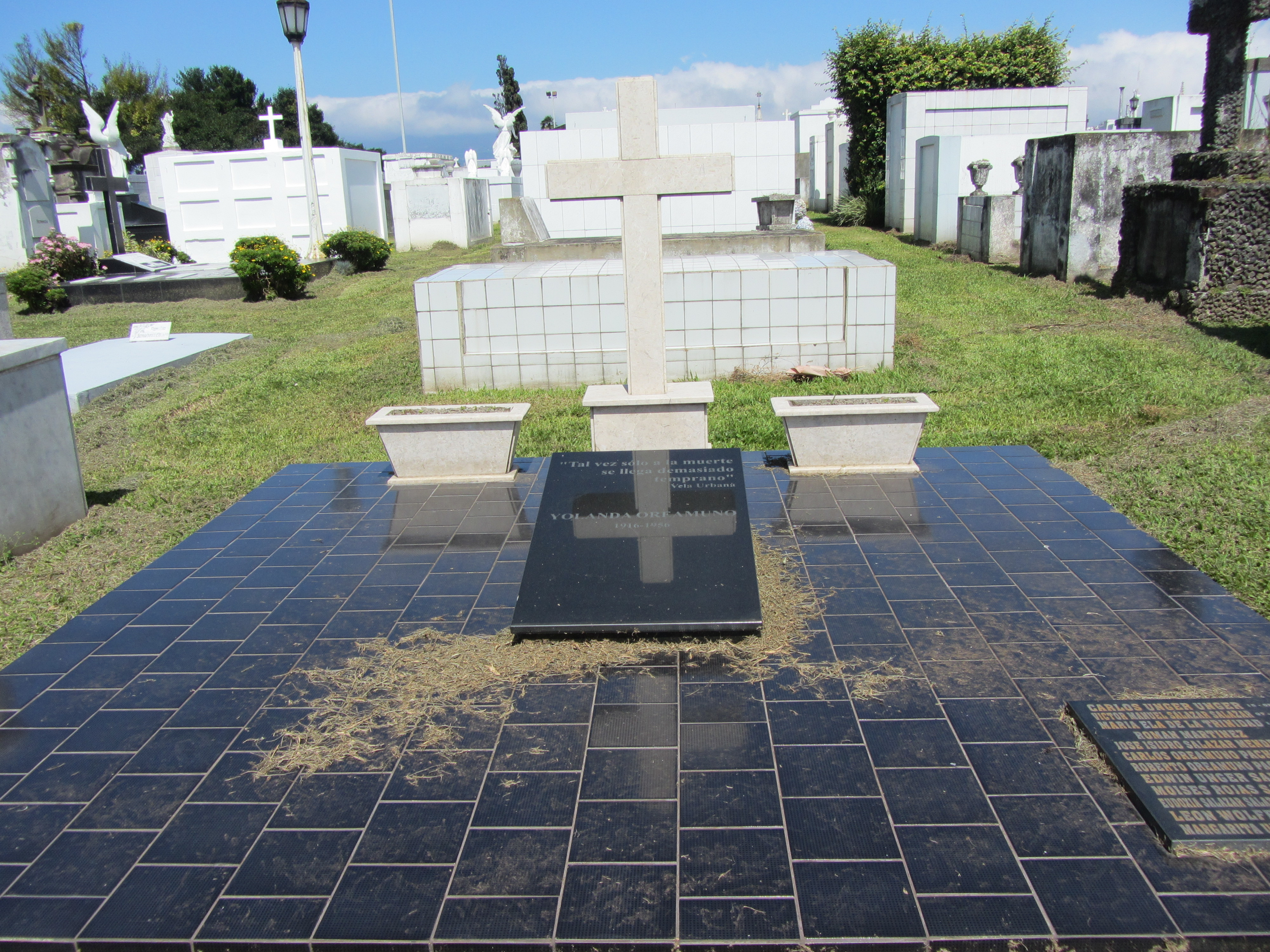
Tumba de Oreamuno. El epitafio dice: "Tal vez solo a la muerte se llega demasiado temprano"

Viaja a México, después se traslada a vivir en Guatemala, donde adquiere la nacionalidad. Más adelante, en 1949, gravemente enferma, permaneció cuatro meses en un hospital de Washington. Posteriormente, se retira a México y en casa de la poeta costarricense Eunice Odio muere en 1956. Fue enterrada en un panteón en San Joaquín, D.F. en el mojón 7 363, pero en 1961, sus restos mortales fueron trasladados a San José, donde yacen el Cementerio General en la fosa número 729 del cuadro Dolores. Su tumba permaneció 50 años sin siquiera una inscripción y sólo en el 55 aniversario de su muerte, el 8 de julio de 2011, llegó a buen término la iniciativa del literato y bloquero costarricense J. P. Morales de colocarle una placa conmemorativa.
Retratada en vida por diversos artistas —entre los que destacan Margarita Bertheau, Manuel de la Cruz González Luján, Teodorico Quirós o Francisco Amighetti—, el 2 de diciembre de 1997 una escultura suya, obra de Marisel Jiménez, fue inaugurada en el Paseo de los Artistas del jardín del Teatro Nacional, en San José, junto al busto de su amiga y poetisa Eunice Odio.
Su novela La ruta de su evasión (1948) es para muchos críticos "la más adelantada de sus contemporáneos latinoamericanos en cuanto a técnicas narrativas. Algunas de las referencialidades de esta novela podría decirse que corresponden a Thomas Mann, Sudermann y Marcel Proust". Sobre su trabajo literario, Abelardo Bonilla sostiene que "en esta como en todas las obras de Yolanda Oreamuno hay audacia de concepción y de forma, pero es evidente la falta de unidad interior".
La fugitiva (2011), novela del nicaragüense Sergio Ramírez, está inspirada en Yolanda Oreamuno. En esta obra, se nos presenta la vida de Amanda Solano (Yolanda) a través de los recuerdos de tres amigas, personajes estos que tienen también como prototipos a mujeres reales; así, el último relato es el de una cantante, Manuela Torres, que correspondería a Chavela Vargas; los otros dos, Gloria Tinoco y Marina Carmona, están inspirados en Vera Tinoco Rodríguez, casada con un hijo del presidente de Costa Rica Rafael Yglesias Castro y la pedagoga y escritora Lilia Ramos Valverde (1903-1985), respectivamente.
Como señala la Editorial Costa Rica en la página dedicada a la autora, Yolanda Oreamundo es "personalidad clave en la novelística femenina costarricense, la primera escritora que expone y se rebela contra la situación de la mujer en la sociedad de nuestro país, en la primera mitad del siglo XX".

## Historia de su exilio
El exilio de Yolanda Oreamuno se produjo durante la dictadura de Federico Tinoco, en Costa Rica, a principios del siglo XX. Tinoco tomó el poder por la fuerza y estableció un régimen represivo que silenciaba a aquellos que se oponían a su gobierno. Oreamuno, como defensora de la justicia y la libertad, no tardó en convertirse en una figura incómoda para el régimen.
Ante la creciente persecución y censura, Oreamuno se vio obligada a abandonar su país natal y partir al exilio en 1927. Su exilio la llevó a diversos países, como México, El Salvador y Guatemala, donde continuó su lucha a través de su escritura y su participación en movimientos políticos y sociales.
Durante su exilio, Oreamuno mantuvo viva la esperanza de un regreso a su patria, pero nunca dejó que la distancia y la adversidad sofocaran su voz. Siguió escribiendo y denunciando las injusticias, convirtiéndose en un faro de inspiración para aquellos que habían experimentado la opresión y la persecución.
A través de pensamiento, Oreamuno dejó un legado literario que exploró las complejidades de la condición humana, desafió las normas sociales y exploró temas tabú en la sociedad costarricense de su tiempo. A través de su escritura, abordó temas como la opresión de la mujer, la desigualdad social y el exilio. Su obra se caracteriza por una voz fuerte y directa que cuestiona las injusticias y desafía las estructuras establecidas.
Oreamuno creía en el poder de la palabra escrita como una forma de resistencia y liberación. Sus escritos reflejan una profunda comprensión de la condición humana y revelan la lucha interna y externa que experimentan las personas en situaciones de opresión. Su estilo literario es introspectivo, emotivo y cautivador, lo que permite al lector sumergirse en las emociones y reflexiones más íntimas de los personajes.

## Obra

### Novelas
- Por tierra firme (texto extraviado)
- La ruta de su evasión, premio en el concurso Centroamericano de Novela convocado por el Ministerio de Educación Pública de Guatemala en 1948. Esta novela fue editada en 1970 por EDUCA, posteriormente, por editorial Legado y en la década de los 1980 por la Editorial Costa Rica, que ha sacado varias reediciones, incluida una electrónica.[10]

### Otras obras
- A lo largo del corto camino, recopilación de ensayos, críticas y cuentos, más cuatro capítulos de La ruta de su evasión. Editorial Costa Rica, colección Biblioteca de Autores Costarricenses, 1961 (en 2012 apareció una edición ampliada y al año siguiente, una electrónica).[11] De esta edición se reproducen las siguientes referencias:

Ensayos, críticas y comentarios
- Para "Revenar", no para Max Jiménez, Repertorio Americano, Santiago de Chile, noviembre de 1936.
- El ambiente tico y los mitos tropicales, Repertorio Americano, San José, 1938
- Mi mujer y mi monte, San José, julio de 1938
- El último Max Jiménez ante la indiferencia nacional, s.d.
- Medios que Ud. sugiere al Colegio para librar a la mujer costarricense de la frivolidad ambiente, San José, 31 de agosto de 1938. Repertorio Americano, ensayo que erróneamente se cita a veces con el título de Qué hora es...?, lo que se debe a que fue publicado en la sección de este nombre de la citada revista. Había sido escrito en su época de estudiante del Colegio Superior de Señoritas para un concurso interno en el que, de un total de siete trabajos, ocupó en 1933 por mayoría del jurado el cuarto lugar con una Mención Honorífica. Ganó aquel certamen el profesor y escritor Hernán Zamora Elizondo, mientras que Carlos Monge Alfaro, obtuvo el segundo puesto.[12]
- La vuelta a los lugares comunes, Repertorio Americano, San José, septiembre de 1938
- Insomnio, dedicado a Auristela de Jiménez, San José, marzo de 1937
- "Vida y dolores de Juan Varela". Un gran cuento sin pretensiones para una "biografía sin importancia", Repertorio Americano, San José, diciembre de 1939
- Panorama poético colombiano construido sólo en recuerdo, San José, febrero de 1940
- Protesta contra el folklore, en el Repertorio Americano, San José, marzo de 1943
- Max Jiménez y los que están, s.d.

Literatura dispersa
- Vela urbana, Repertorio Americano, San José, marzo de 1937
- Misa de ocho, Repertorio Americano, San José, 1937
- 40º sobre cero (en Panamá), Repertorio Americano, 1937
- La lagartija de la panza blanca (Un cuento para hombres-niños de imaginación grande), dedicado al pintor Teodorico Quirós
- El espíritu de mi tierra, San José, agosto de 1937
- Apología del limón dulce y el paisaje, Repertorio Americano, Bogotá, Colombia, enero de 1944
- México es mío, en Repertorio Americano, San José, diciembre de 1944
- El negro, sentido de la alegría
- Dos tormentas y una aurora (1944)
- Casta sombría (1944)
- Pasajeros al norte, en Repertorio Americano, San José, septiembre de 1944
- José de la Cruz recoge su muerte
- Un regalo, Repertorio Americano, San José, julio de 1948
- Valle Alto, Brecha, diciembre de 1958

Relatos de referencia desconocida
- De su obscura familia, escrito en México
- Harry Campbell Pall, escrito en Estados Unidos

Textos de ubicación desconocida
- Las bodas de Cannan
- La tía tenía trenzas
- La llave
- El caos genésico en la pintura de Abela

## Sobre su obra
- Arce Arce, Marta Eugenia. Inner and outer world in to the lighthouse and La ruta de su evasión. 1980
- Caamaño Morúa, Virgina. 'La lagartija de la panza blanca' de Yolanda Oreamuno: una lectura desde la voz narrativa (enlace roto disponible en Internet Archive; véase el historial, la primera versión y la última).. Revista de Filología y Lingüística, Universidad de Costa Rica, Año: 2007, Vol.33 Nº2 p. 41-49; acceso a lectura/descarga: 06.11.2011
- Campos Ocampo, Melvin. El umbral sagrado (Entre la experiencia mística y el ritual pagano). Revista de Filología y Lingüística. Vol. XXXIII, N.º 2, Universidad de Costa Rica, julio-diciembre, 2007: 59-69
- Castillo Saavedra, Ana Lucía. 1999. Bibliografía sobre Yolanda Oreamuno Únger
- Chem Sham, Jorge. Arquitectura poética y ascensión musical: Yolanda Oreamuno en concierto con Eunice Odio. Revista de Filología y Lingüística. Universidad de Costa Rica. Año: 2007. Vol. 33. N.º 2 p. 71-78
- Coto-Rivel, Sergio. Yolanda Oreamuno, “frivolidad ambiente” y pensamiento feminista en Costa Rica. Cuadernos Inter.c.a.mbio sobre Centroamérica y el Caribe,18 (2). Año 2021. doi: https://doi.org/10.15517/c.a..v18i2.46659
- Fernández Leys, Alberto. Yolanda de Costa Rica, 1964
- Garro Jiménez, Haydee. Isotopía de la mujer alienada en la Ruta de su evasión de Yolanda Oreamuno, 1997
- Grau-Lleveira, Elena. (Re) Visión de modelos educativos femeninos en 'La ruta de evasión' de Yolanda Oreamuno. Káñina. Universidad de Costa Rica, Vol.27, N.º 1, p. 17-25
- González Chaves, Alfredo. Tres mujeres apasionadas. Herencia. Universidad de Costa Rica. Vol.11, N.º 2 - Vol.12, no.1-2 , p. 5-42
- González Muñoz, Irene. Relación entre historia, epistemología y ética: una lectura de Yolanda Oreamuno a la luz de su obra ensayística. Revista de Filología y Lingüística. Universidad de Costa Rica. Año: 2007. Vol. 33. N.º 2 p. 51-58
- Herrera Ávila, Tatiana. La angustia del insomnio (Entre un abrir y cerrar de ojos). Revista de Filología y Lingüística. Vol. XXXIII, N.º 2, Universidad de Costa Rica, julio-diciembre, 2007: 79-89
- Macaya Trejos, Emilia. Espíritu en carne altiva: procesos de identidad y género en la obra de Yolanda Oreamuno, 1995
- Mackenbach, Werner. Yolanda Oreamuno o las trampas de la biografía. Revista de Filología y Lingüística. Universidad de Costa Rica. Año: 2007. Vol. 33. N.º 2 p. 11-12
- Picado Gómez, Manuel. La ruta de su evasión de Yolanda Oreamuno: deslinde metodológico y contribución al estudio de la literatura costarricense, 1973
- Quirós Bonilla, Rebeca. La mujer, lo femenino y lo arquetípico en la novela 'La ruta de su evasión' de Yolanda Oreamuno. Reflexiones, Vol.87, N.º 1, p. 63-72
- Robles Mohs, Ivonne. Memoria e identidad: la asociación Gabriel / Tzinzunzan, en 'La ruta de su evasión', de Yolanda Oreamuno. Revista de Filología y Lingüística. Universidad de Costa Rica., Vol.31, N.º extraordinario, p. 97-104
- Robles Mohs, Ivonne. Un nuevo modo de narrar: 'La ruta de su evasión' de Yolanda Oreamuno. Káñina, Vol.12, N.º 1
- Rodríguez Cascante, Francisco. Del regionalismo a la vanguardia en la narrativa centroamericana: Flavio Herrera y Yolanda Oreamuno. Revista de Filología y Lingüística. Universidad de Costa Rica. Año: 2007. Vol. 33. N.º 2 p. 23-31
- Vallbona, Rima de. Yolanda Oreamuno presentada por Rima de Vallbona, 1972
- Vallbona, Rima de. La narrativa de Yolanda Oreamuno, 1996
- Vallbona, Rima de. Yolanda Oreamuno, EUNED, colección Quién fue y qué hizo; San José, Costa Rica, 2006. Se puede acceder a parte del libro en la  Vista previa de esta obra en Google Books
- Sánchez Mora, Alexander. Mujer, política y música: dos textos olvidados de Yolanda Oreamuno. Revista de Filología y Lingüística. Universidad de Costa Rica. Año: 2007. Vol. 33. N.º 2 p. 91-98
- Urbano Pérez, Victoria. Una escritora costarricense: Yolanda Oreamuno, ensayo crítico. Madrid: Eds. Castilla del Oro, 1968
- Vargas Vargas, José Ángel. La comparación como recurso crítico en 'El espíritu de mi tierra’. Revista de Filología y Lingüística. Universidad de Costa Rica. Año: 2007. Vol. 33. N.º 2 p. 33-39
- Nùñez Moya, Jairol y Mayra Zapparoli Zecca. El discurso patriarcal en 'La ruta de su evasión' de Yolanda Oreamuno: una lectura de la otredad a través de la polifonía bajtiniana.Praxis, Universidad Nacional de Costa Rica, N.º60, p. 9-27